# Ludwig Heyde

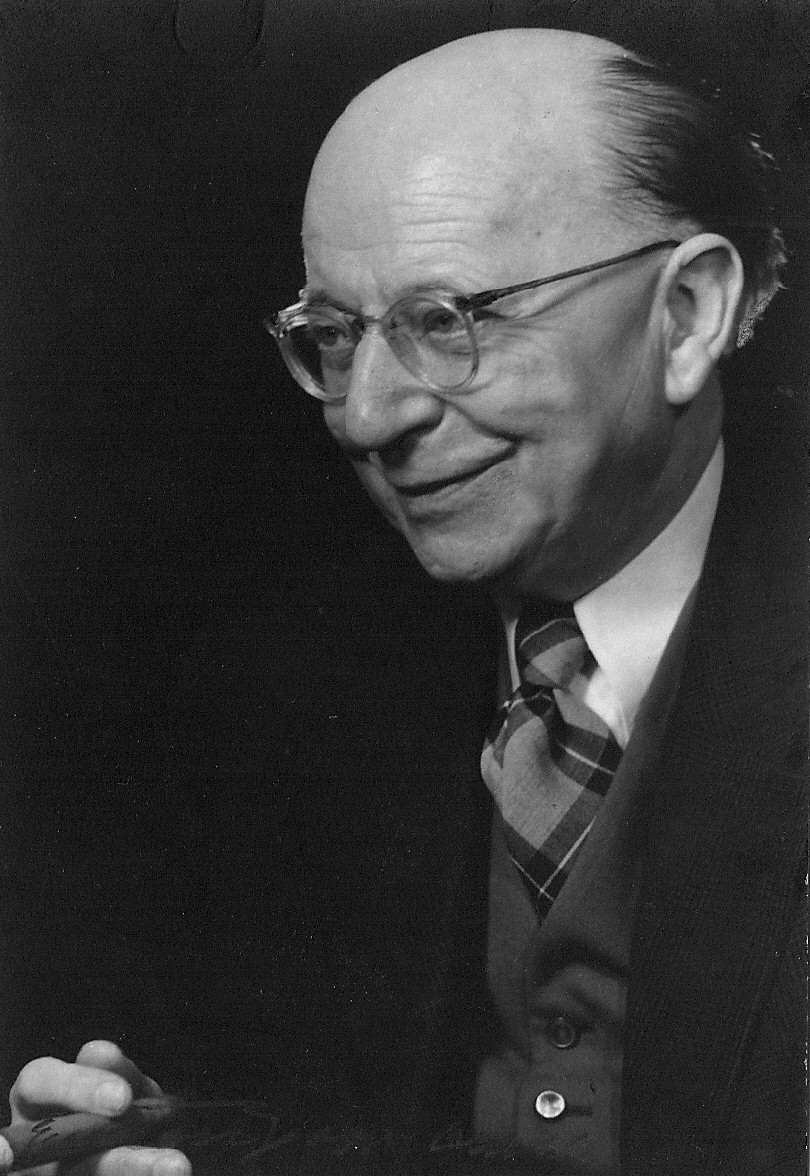
Ludwig Heyde

Karl Ludwig Hans Heyde (* 18. Februar 1888 in Blasewitz; † 23. Dezember 1961 in Köln) war ein deutscher Sozialwissenschaftler, Soziologe und Nationalökonom.

## Leben

### Frühe Jahre und Familie
Sein Vater war Kaufmann und später Beamter. Die Mutter Maria Sophia war die Tochter von Louis Homrighausen, einem Architekten in Milwaukee. Er selbst heiratete in erster Ehe 1912 Else Zodtke, mit dem er einen Sohn hatte, und in zweiter Ehe 1926 Dr. rer. pol. Sophia Seydel, die Tochter des Bielefelder Maschinenfabrikanten Georg Seydel. Aus dieser Ehe gingen drei Kinder hervor.
Heyde studierte Sozial- und Wirtschaftswissenschaften sowie Rechtswissenschaften in Freiburg im Breisgau, Berlin und München. In Tübingen promovierte er 1910 zum Dr. sc. pol. Wissenschaftlich wurde er unter anderem stark von Adolf Wagner, Gustav von Schmoller oder Robert Wilbrandt beeinflusst.
Seit 1910 arbeitete Heyde für das „Büro für Sozialpolitik.“ Zwischen 1911 und 1930 war er für die Zeitschrift Soziale Praxis tätig. Er war unter anderem Berichterstatter, insbesondere über die deutsche Gewerkschaftsbewegung, und nahm in dieser Eigenschaft an jedem größeren Gewerkschaftskongress teil. Daneben war er auch in zahlreichen Funktionen der sozialreformerischen Bewegung tätig. So wurde er 1915 Geschäftsführer der Ortsgruppe Berlin der Gesellschaft für soziale Reform.

### Weimarer Republik
Im Jahr 1919 wurde er Generalsekretär der Organisation. Im Jahr 1917 wurde er Redakteur und 1921 Herausgeber der „Sozialen Praxis.“ Heyde war seit 1922 Mitglied des Vorläufigen Reichswirtschaftsrates. Von 1926 bis 1930 war er Mitglied des Wirtschafts-Enquête-Ausschusses. Seit 1920 war Heyde außerordentlicher Professor an der Universität Rostock. Im Jahr 1924 erhielt er den Lehrauftrag als Honorarprofessor für Soziologie und Sozialpolitik an der Universität Kiel. Später kam das Fach Volkswirtschaftspolitik hinzu.
Bereits 1920 hat er den einflussreichen „Abriss der Sozialpolitik“ veröffentlicht, der bis in die sechziger Jahre hinein immer wieder Neuauflagen erlebte. Hinzu kamen weitere Studien. Heyde war 1931/32 auch Herausgeber des „Internationalen Handwörterbuchs des Gewerkschaftswesens.“

### Zeit des Nationalsozialismus
Heyde passte sich nach der nationalsozialistischen Machtübernahme dem System an. Zum 1. Mai 1937 trat er der NSDAP bei und war förderndes Mitglied der SS. Er befürwortete die nationalsozialistische Arbeitserziehung und das Prinzip von Führertum und Gefolgschaft. Er plädierte für eine Senkung von Soziallasten und sogar für eine „Erziehung zur Rassenhygiene“, „Verhütung erbkranken Nachwuchses“ und „Sicherungsverwahrung gegen asoziale Elemente“. In der 8. ergänzten und umgearbeiteten Auflage seines „Abrisses der Sozialpolitik“ fügte er 1934/1935 Ergänzungen im Sinne des Nationalsozialismus ein, die er in der neunten 1949 erschienenen, wieder umgearbeiteten und ergänzten, Ausgabe wieder entfernte. Bis zum Wintersemester 1945/46 lehrte Heyde in Kiel.

### Nachkriegszeit
Nach dem Ende der nationalsozialistischen Herrschaft nahm Heyde 1948 einen Ruf als Honorarprofessor für Sozialpolitik mit Rechten eines ordentlichen Professors an die Universität Köln an, wo er ein Gegengewicht gegen die Sozialisten in der Wirtschaftswissenschaftlichen Fakultät bilden sollte. Heyde war auch Direktor des sozialpolitischen Seminars. Er war außerdem Dozent an den Wirtschafts- und Verwaltungsakademien in Kiel, Köln, Essen.
Heyde nahm darüber hinaus in zahlreichen Gremien sozialpolitischen Einfluss. Er war unter anderem Mitglied in Ausschüssen der evangelischen Kirche, in Beiräten der Bundesministerien für Arbeit und für Familien- und Jugendfragen, sowie in einem Studienkreis für Betriebsgestaltung. Von 1955 bis 1961 war er Präsident des Bundesverbandes Deutscher Volks- und Betriebswirte. Im Jahr 1958 wurde ihm das große Bundesverdienstkreuz verliehen.
Heyde verstarb im Alter von 73 Jahren in seiner Wohnung in Köln-Lindenthal.

## Schriften (Auswahl)
- Die wirtschaftliche Bedeutung der technischen Entwicklung in der deutschen Zigarren- und Zigarettenindustrie. Diss. 1910
- Urlaub für Arbeiter und Angestellte in Deutschland, 1912
- Der Samstag-Frühschluss in Industrie und Handel des Deutschen Reiches, 1914
- Die Trinkgeldablösung im Gastwirtsgewerbe, 1914
- Der Krieg und der Individualismus, 1915 (online)
- Die Sozialpolitik im Friedensvertrag und im Völkerbund, 1919
- Abriss der Sozialpolitik. Quelle & Meyer, Leipzig 1920. Insgesamt erschienen bis 1966 12 verschiedene, zum Teil stark umgearbeitete, Auflagen.
- als Hauptherausgeber: Internationales Handwörterbuch des Gewerkschaftswesens, 2 Bände. Verlag Werk und Wirtschaft, Berlin 1931/1932 (Digitalisat)
- Die Lohnfrage, 1932
- Deutsche Gewerbepolitik, 1934
- Presse, Rundfunk und Film im Dienste der Volksführung, 1943
- Rechtsstaat, Wohlfahrtsstaat und Freie Wohlfahrtspflege, 1958.